# Norvég erdei macska

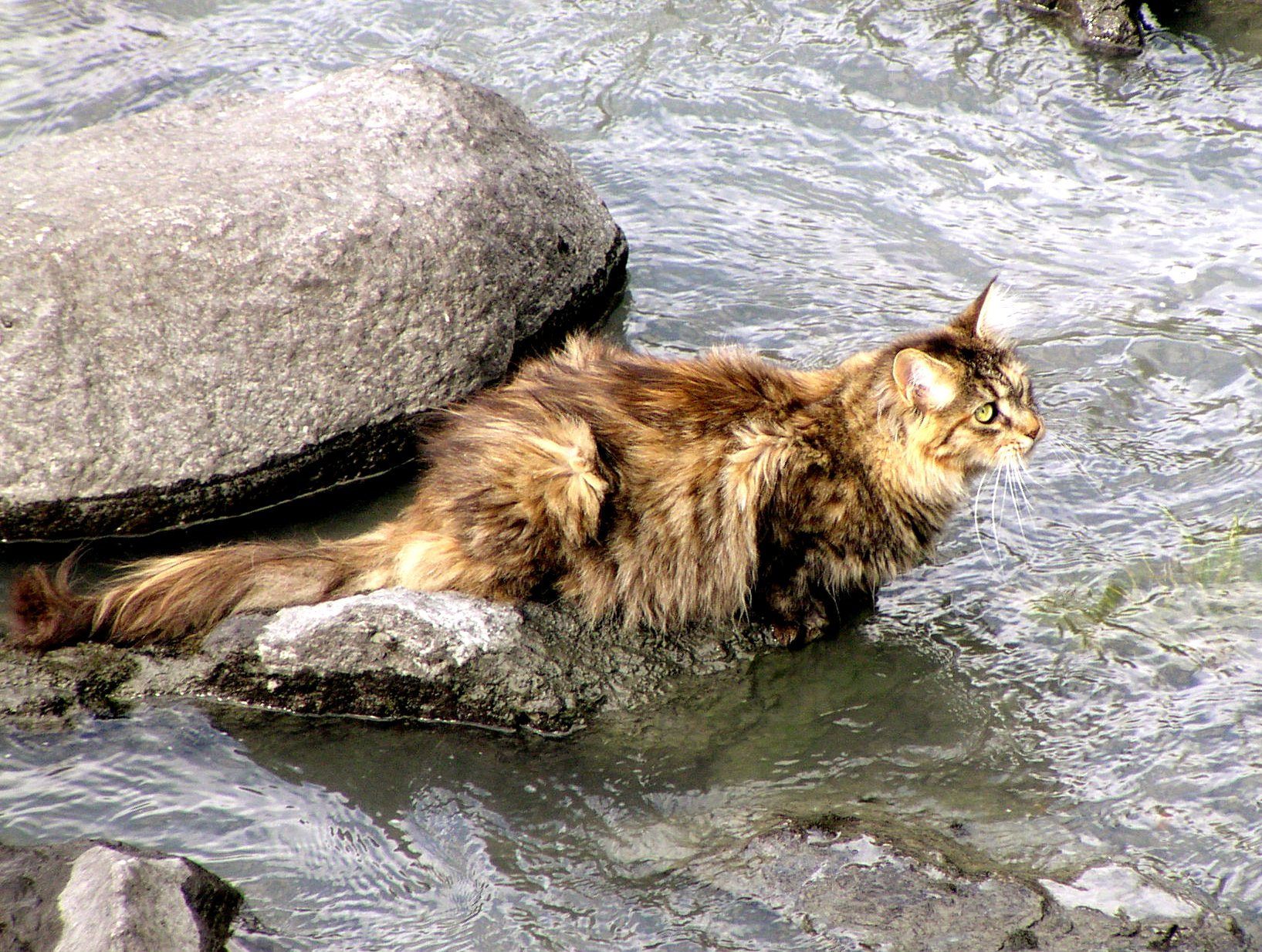
Norvég erdei macska a természetben

A norvég erdei macska Norvégiából származik, norvégül Skoggat, Skaukatt, Wegrie, Norsk Skogkatt, egyéb neve még az erdei macska is.

## Története
A skandináv mitológiában és népi mondákban betöltött szerepe: a norvég erdei macskáról számos legenda, illetve népi hiedelem kering. A mitológia szerint ez a macska húzta Freyának, a szerelem és termékenység istennőjének a kocsiját, és Thor, a leghatalmasabb isten sem tudta felemelni ezt az állatot. A népi mondákban valamiféle „tündér-keresztanyaként” ábrázolják, és ő hozza a gyerekeknek az ajándékot és az édességet, méghozzá a bozontos farkára kötve.
A norvég erdei macska kialakulására két magyarázat is fennmaradt. Az egyik szerint a vikingek hozták be Kis-Ázsiából, hogy a hajóikban élő patkányokra vadásszanak. Később a vikingek elvitték az amerikai kontinensre, és ezzel elősegítették a Maine Coon kialakulását. A Közép- és Észak-Európába bevándorló ázsiai törzsek hozták magukkal az angóra és egyéb keleti macskákat Skandináviába.
Az erdei macskák apránként elhagyták az erdőt és beköltöztek a farmokra. Tenyészteni 1930-ban kezdték, a Norvég szelekciós program keretében. Több példányt is bemutattak az oslói kiállításon, majd 1972-ben hivatalosan is elismerték a fajtát. 1975-ben megalakult az első norvég erdei macska fajtaklub. Az F.I.Fe 1977-ben ismerte el a fajtát. Még ebben az évben létrehozták a fajtastandardot. Az első norvég erdei macskák 1979-ben kerültek Németországba, majd Európa más országaiba.
A vadászok bundájukért vadászták őket, ezért „macska-népszámlálást” tartottak, amin mindössze 480 párt számoltak, ennek következtében 1980-ban védett állattá nyilvánították.
Franciaországba, illetve az Egyesült Királyságba 1982-ben érkezett. A fajtastandardot egy Pans Truls nevű macskáról mintázták. Az első macskák fajtakönyvezését egy bizottság végezte, amely elment a bejelenteni kívánt macska tulajdonosához, és ha az megfelelt a fajtastandardnak, törzskönyvezték. Mára már zárt a törzskönyv, tehát nem törzskönyveznek ismeretlen alomból származó macskákat.

## Megjelenése
Általános megjelenés: impozáns megjelenésű – a Maine Coon után a legnagyobb macska -, testtömege elérheti a 10 kg-ot is (a hímek esetében). Félhosszú bundáját a kemény skandináviai éghajlatnak köszönheti, amelyhez túlélése érdekében alkalmazkodnia kellett. Aljszőrzete gyapjas, fedőszőrzete hosszú és zsíros, télen szinte olajosan csillog. Nagy eső vagy hófúvás után az állat egyszerűen megrázza magát – és máris szinte tökéletesen száraz.
Viselkedése: Könnyen alkalmazkodik minden helyzethez, kiegyensúlyozott, nyugodt állat, azonban nem tanácsos kizárólag lakásban tartani. Impozáns megjelenése és nagy testsúlya ellenére nem agresszív. A magatartásában valami sajátos kettősség tapasztalható. A lakásban szelíd, kedves, simulékony, szereti, ha becézgetik, simogatják, de mihelyt kikerül a szabadba, szinte megközelíthetetlené válik. Visszaköveteli magának a régi élet szabadságát.
Fej: háromszög alakú, ugyanolyan széles, mint amilyen hosszú. Az arcorri rész az arc vonalát követi, a bajusztő nem emelkedik ki. Orra közepesen hosszú. Álla erős, inkább négyszögletes, mint gömbölyű, sohasem hegyes.
Fülek: közepesen nagyok, alapjuknál nyitottak és szélesek, végük enyhén lekerekített, egymástól távol állók.
Szemek: nagyok, mandula-alakúak, enyhén ferde metszésűek. Minden szín elfogadott, de a zöld és az arany szín a kívánatos.
Nyak: közepesen hosszú, izmos, erőteljes.
Törzs: masszív, robusztus, erőteljesnek hat. Közepesen hosszú, mellkasa széles, gömbölyű. Csontozata és izomzata nehéz.
Végtagok: lábai közepesen hosszúak, izmosak, erős csontozatúak. A hátsó lábak hosszabbak, mint az elsők. Mancsa nagy, kerekded. Minden lábujj közt szőrpamacsok vannak. Ujjai zártak.
Farok: hosszú, bozontos, a farok végének a nyakig kell érnie.
Szőrzet: kettős bunda. Szőre közepesen hosszú, az aljszőrzet igen hosszú, gyapjas. A sima, olajos védőszőrök vízlepergetők. A szőrzet hossza nem egyenletes az egész testen: a vállakon rövidebb, a háton és a combokon egyre hosszabb.
Kondíció: figyelmes, határozott, izmos macska.